# فيدي ألفاريز
فيدي ألفاريز (بالإسبانية: Federico Álvarez) (مواليد 9 فبراير 1978) هو مخرج أفلام وكاتب سيناريو أوروغوياني. اشتهر بإخراجه لفيلم الشر المميت (2013) وفيلم لا تتنفس (2016).

## وصلات خارجية
فيدي ألفاريز على موقع IMDb (الإنجليزية)
- فيدي ألفاريز على موقع ألو سيني (الفرنسية)
- فيدي ألفاريز على موقع أول موفي (الإنجليزية)
- فيدي ألفاريز على موقع بوكس أوفيس موجو (الإنجليزية)
- فيدي ألفاريز على موقع قاعدة بيانات الأفلام السويدية (السويدية)
- فيدي ألفاريز على موقع قاعدة بيانات الفيلم (الإنجليزية)
- فيدي ألفاريز على موقع كينوبويسك (الروسية)